# 목포백련초등학교
목포백련초등학교는 대한민국 전라남도 목포시에 있는 공립 초등학교이다.

## 연혁
- 2017년 3월 1일 : 개교